# Basketbal na vozíku
Basketbal na vozíku je paralelní forma basketbalu hraná na sportovním vozíku. Řídícím orgánem tohoto sportu je Mezinárodní federace basketbalu na vozíku (IWBF). Mezinárodní paralympijský výbor (IPC) ji uznává jako jedinou kompetentní autoritu v basketbalu vozíčkářů na celém světě. FIBA uznala IWBF podle článku 53 svých všeobecných stanov.
IWBF má 95 národních organizací pro basketbal na vozíku (NOWB), které se účastní basketbalu vozíčkářů po celém světě, přičemž tento počet se každým rokem zvyšuje. Odhaduje se, že více než 100 000 lidí hraje basketbal na vozíku od rekreační úrovně, přes klubovou úroveň až jako elitní členové národního týmu.
Basketbal na vozíku je součástí paralympijských her. Mistrovství světa v basketbalu vozíčkářů se hraje dva roky po každých paralympijských hrách. Nejvyšší soutěže v basketbalu vozíčkářů se účastní hráči z Kanady, Austrálie, Spojených států, Velké Británie, Nizozemska a Japonska .

## Historie

### 40. až 60. léta 20. století
V roce 1944 Ludwig Guttmann prostřednictvím rehabilitačního programu v nemocnici Stoke Mandeville Hospital v Aylesbury, Buckinghamshire, Anglie, adaptoval existující sport pro uživatele invalidních vozíků.[nedostupný zdroj] Obecně byl tento sport znám jako netbal na vozíku.
Přibližně ve stejné době, počínaje rokem 1946, se basketbal na vozíku hrál především mezi americkými invalidními veterány z druhé světové války. Jednalo se o jeden z možných způsobů rehabilitace a socializace s ostatními postiženými veterány. Basketbal na vozíku pomohl veteránům stát se fyzicky aktivnějšími a zlepšit se v dovednostech, jako je koordinace a komunikace. Toto začalo ve Spojených státech na University of Illinois. Dr. Timothy Nugent založil National Wheelchair Basketball Association v roce 1949 a prvních 25 let sloužil jako komisař.
Hry na vozíku ve Stoke Mandeville, které se konaly v roce 1947, byly prvními hrami tohoto typu vůbec a zahrnovaly pouze hrstku účastníků (26) a několik málo sportovních disciplín / sportů (vrh koulí, hod oštěpem, hod kyjem a lukostřelba).
Počet sportovních akcí pro vozíčkáře a jejich účastníků rychle rostl. Netball pro vozíčkáře byl představen na hrách v roce 1948. V roce 1952 byl tým z Nizozemska pozván, aby soutěžil s britským týmem. To odstartovalo první International Stoke-Mandeville Games (ISMG), událost, která se od té doby koná každoročně.
Basketbal na vozíku, jak jej známe nyní, se poprvé hrál na Mezinárodních hrách ve Stoke-Mandeville v roce 1956. Turnaj vyhrál americký tým „Pan Am Jets“.

### 70. léta až současnost

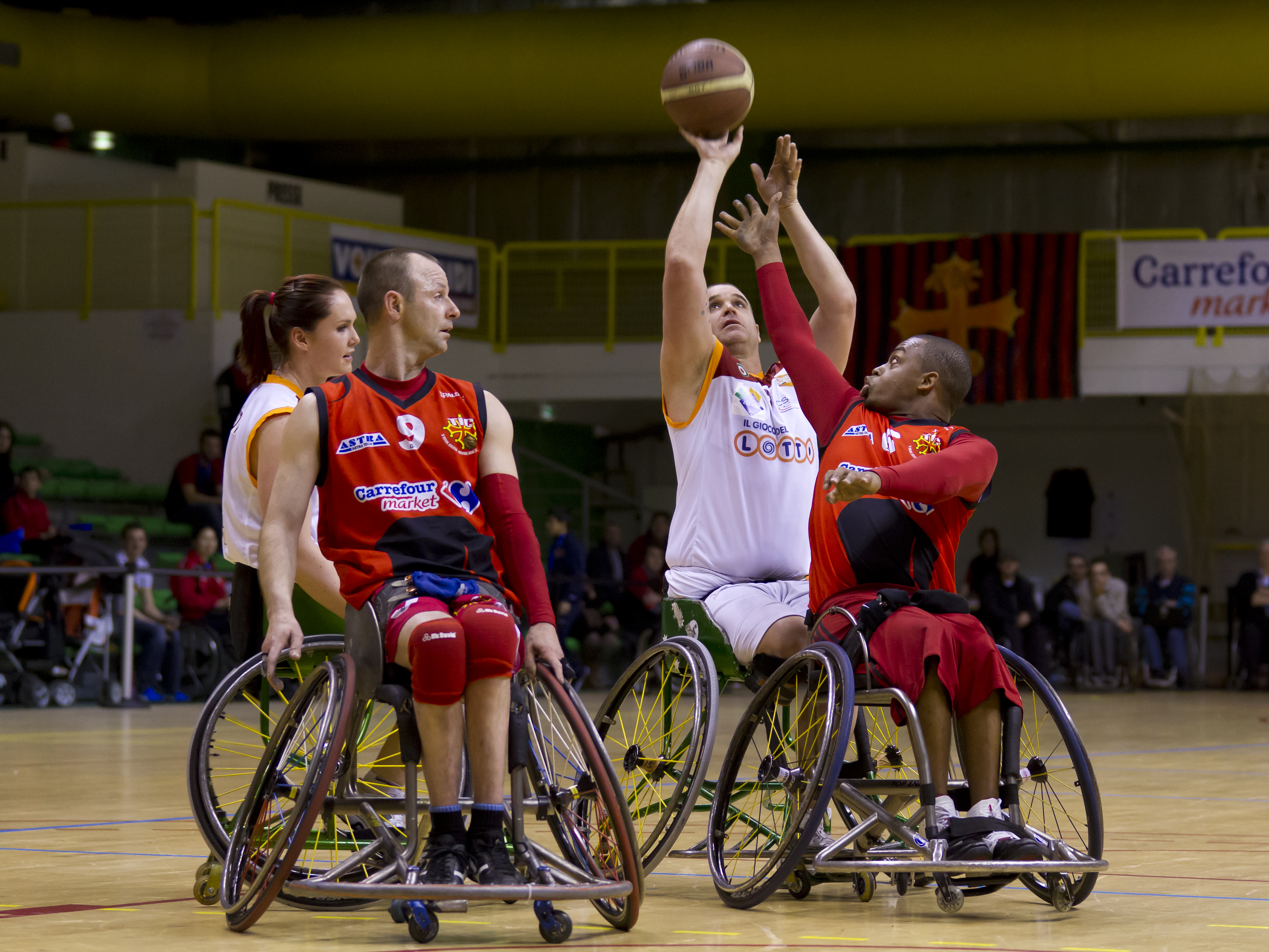
Sportovci na turnaji Euroligy 2012

V roce 1973 založila Mezinárodní federace her Stoke Mandeville ( ISMGF ) první podsekci pro basketbal na vozíku. V té době byl ISMGF světovým řídícím orgánem pro všechny sporty na vozíku.
V roce 1989 ISMGF přijala vznik Mezinárodní federace basketbalu na vozíku (IWBF), stále ale ve formě své podsekce.
Plná nezávislost přišla v roce 1993, kdy se IWBF stala světovou organizací pro basketbal na vozíku s plnou odpovědností za rozvoj tohoto sportu. Během následujících let členství v IWBF rostlo a na základě počtu národních organizací pro basketbal na vozíku (NOWB) s aktivními programy se mezinárodní federace konfigurovala do čtyř geografických zón: Afrika, Amerika, Asie/Oceánie a Evropa.

## Pravidla

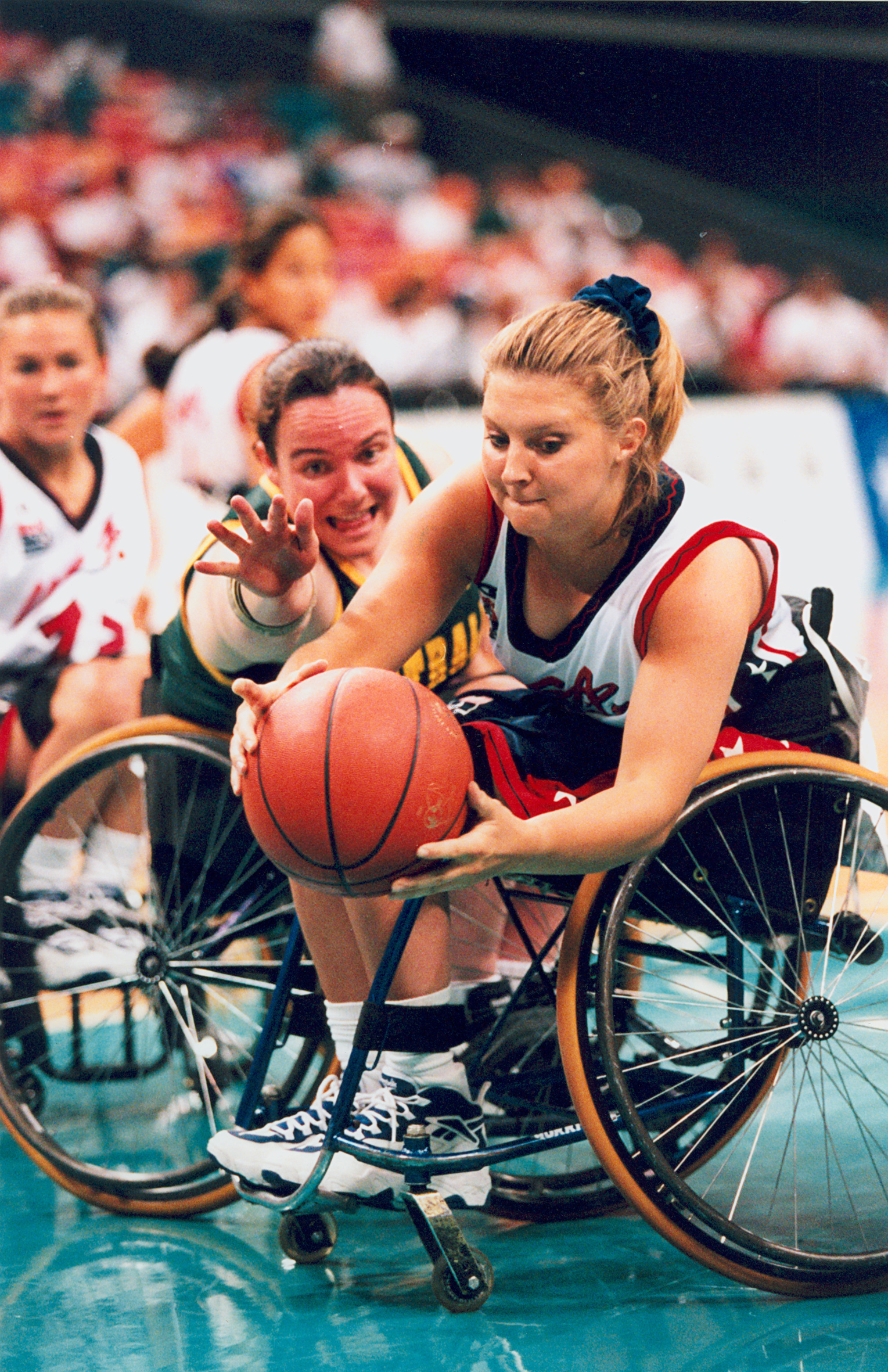
Basketbalistka na vozíku Amanda Carter z Austrálie bojující o míč během zápasu s USA na paralympijských hrách v Atlantě 1996

Basketbal na vozíku si zachovává většinu hlavních pravidel a hodnocení basketbalu a udržuje výšku 10stop pro basketbalový koš a standardní velikost basketbalové hřiště. Výjimkou jsou pravidla, která byla upravena s ohledem na sportovní vozík. Například ke "krokům" v basketbalu na vozíku dochází, když se sportovec dotkne kol více než dvakrát poté, co dostal nebo dribloval s míčem. Hráč musí přihrát, odrazit nebo vystřelit míč, než se znovu dotkne obručí.
Ve většině zemí, jako je Kanada, Austrálie, Anglie nebo Česká republika, mohou sportovci bez zdravotního postižení na vozících soutěžit spolu s jinými sportovci ve smíšených týmech.

### Klasifikace
Klasifikace je mezinárodní předpis pro hraní basketbalu na vozíku, který vyrovnává různé úrovně postižení hráčů. Všechny týmy, které soutěží nad rekreační úrovní, používají klasifikační systém k hodnocení funkčních schopností hráčů na bodové škále 1 až 4,5 bodu. Sportovci s minimálním postižením jsou klasifikováni známkou 4,5 b. a jednotlivec s nejvyšším stupněm postižení (jako je paraplegik s úplným poraněním pod hrudníkem) bude klasifikován známkou 1,0 b.. Soutěže omezují počet bodů povolených na hřišti najednou. Pět hráčů z každého týmu na hřišti během hry nesmí překročit celkový počet 14 bodů, na národní úrovni až 14,5 b. V místech, kde jsou týmy integrované, sportovci bez postižení soutěží jako 4,5 b. Sportovcům bez postižení však není dovoleno soutěžit na mezinárodní úrovni.

### Vzhled sportovního vozíku
Basketbalové vozíky jsou navrženy pro co nejlepší stabilitu a ovladatelnost. Těžiště je tam, kde je sedátko a hmotnost sportovce je rovnoměrně rozložena do všech směrů. Body, ve kterých se sportovní vozík může převrátit na stranu, jsou opěrným bodem. Sportovní vozík s vyšším sedákem se snadněji překlápí. Kola jsou nakloněna směrem ven, takže těžiště se musí přesunout na větší vzdálenost, než přejde přes opěrný bod a nakloní vozík. Obránci používají sportovní vozíky odlišné od těch, které mají středy a útočníci. Útočníci a středy jsou typicky pod sítí, takže jejich vozíky mají vyšší sedáky a tím pádem i menší stabilitu, ale výška zvyšuje dosah hráče pro střely na koš a pro doskoky. Obránci mají nižší sed a tím pádem větší stabilitu pro manipulaci s míčem a co nejrychlejší sjetí z kurtu.

### Herní styl 3na3
Tento herní styl začal v roce 2019 a nabývá na popularitě.